# ريك ويلسون (فارس)
ريك ويلسون (بالإنجليزية: Rick Wilson)‏ هو فارس أمريكي، ولد في 12 أغسطس 1953 في ماكالستر في الولايات المتحدة.